# Єрусалимець Любов Олександрівна
Єрусалимець Любов Олександрівна (нар. 17 серпня 1938, м. Кременець, Україна) — українська народна майстриня вишивання. Дипломи, премії на всеукраїнських і обласних виставках.

## Життєпис
Закінчила Кременецьке медичне училище (1958). Працювала в пологовому будинку (1958—1964).
Учасниця виставок у Тернополі (1982—1989), Бендерах (Молдова, 1983), Києві (1983, 1984, 1986).
Серед творів — вишиті рушники, серветки, блузки, панно, суперобкладинка «Кобзаря» Тараса Шевченка (1984) та інші. Зберігаються в музеях Кременця, Канади, приватних колекціях.